# Шахрдари (футбольный клуб, Эрак)
«Шардари Арак» — иранский футбольный клуб, из города Эрак.

## История
Клуб был создан в 2001 году под названием «ПАС Эрак». В сезоне 2001/02 клуб выступал в Лиге Азадеган, второй по значимости в системе футбольных лиг Ирана, но вылетел по окончании чемпионата во Второй дивизион. Однако он там не играл в следующем сезоне, а пропустив его вновь был включён в состав Лиги Азадеган под названием «Санайе Эрак». Перед стартом сезона 2007/08 домашней ареной клуба стал стадион Имам Хомейни. В 2008 году испытывающий финансовые трудности клуб был приобретён Иранской алюминиевой компанией, в результате чего название клуба сменилось на «Алюминиум Эрак». Однако вскоре компания отказалась от своих прав на клуб, который в 2009 году стал именоваться «Шенса Эрак», а в 2010 году — «Хамяри Эрак».
В 2011 году муниципальные власти города Эрак взяли на себя управление клубом, который сменил название на «Шахрдари Эрак». По итогам сезона 2012/13 команда заняла предпоследнее место в своей группе и вылетел во Второй дивизион. Где клуб не задержался и спустя год вылетел в Третий дивизион. В 2014 году Иранская алюминиевая компания вновь приобрела права на клуб, в результате чего произошло его разделение на два: «Шахрдари Эрак» и «Алюминиум Эрак». Последний начал свой путь со Второго дивизиона, где в дебютном же сезоне выиграл свою группу и вышел в Лигу Азадеган. «Шахрдари Эрак» же продолжил выступления в Третьем дивизионе.

## История выступлений
| Сезон   | Дивизион      | Место | Кубок     |
| ------- | ------------- | ----- | --------- |
| 2006/07 | Лига Азадеган | 8-е   | 1/16      |
| 2007/08 | Лига Азадеган | 10-е  | 1/8       |
| 2008/09 | Лига Азадеган | 4-е   |           |
| 2009/10 | Лига Азадеган | 11-е  | 3-й раунд |
| 2010/11 | Лига Азадеган | 11-е  | 3-й раунд |
| 2011/12 | Лига Азадеган | 4-е   | 1/16      |
| 2012/13 | Лига Азадеган |       |           |